# Danionella cerebrum
Danionella translucida is een straalvinnige vissensoort uit de familie van de eigenlijke karpers (Cyprinidae). De wetenschappelijke naam van de soort is voor het eerst geldig gepubliceerd in 2021 door Britz, Conway & Rüber.